# احمد الموسی
احمد الموسی (انگلیسی: Ahmed Al-Mousa؛ زادهٔ ۲۷ ژانویهٔ ۱۹۸۱) یک ورزشکار اهل عربستان سعودی است.
از باشگاه‌هایی که در آن بازی کرده‌است می‌توان به باشگاه فوتبال الوحده عربستان سعودی، باشگاه فوتبال الفتح عربستان سعودی، و تیم ملی فوتبال عربستان سعودی اشاره کرد.
وی همچنین در تیم ملی فوتبال عربستان سعودی بازی کرده است.